# Tecumseh
Tecumseh, resp. Tecumtha, Tekamthi (1768 – 5. říjen 1813) byl náčelník indiánského kmene Šavanů.
Vytvořil unii indiánských kmenů, s níž se postavil na úspěšný odpor bílým osadníkům pronikajícím na západ (tzv. Tecumsehova válka). Na čas se mu podařilo expanzi bílých osadníků zcela zastavit a porazit jejich milici a menší vojenské jednotky v sérii bitev, nicméně americká armáda nakonec během jeho nepřítomnosti napadla jeho hlavní síly u Tippecanoe a jeho bratr „prorok“ Tenskwatawa dokázal během několika hodin zničit dílo, které Tecumseh budoval desetiletí, když nechal své muže vykrvácet při opakovaných frontálních útocích na nepřítele. Tecumseh byl poté nucen válku omezit, ale brzy obnovil boje jakožto spojenec Angličanů v Anglo-americké válce. Bojoval po boku britského generála Isaaca Brocka, s nímž v roce 1812 dobyl Detroit. Britové mu propůjčili hodnost generála britské armády. Padl v bitvě na kanadské Temži 5. října 1813. Po jeho smrti se zbytky jeho indiánské koalice rozpadly.